# 金子誠 (声優)
金子 誠（かねこ まこと、10月25日 - ）は、日本の男性声優、俳優。神奈川県出身。東京俳優生活協同組合所属。

## 来歴
2013年、俳協ボイスアクターズスタジオ卒業。2014年から東京俳優生活協同組合所属。

## 人物
声種はハイバリトン。特技はイラスト、絵を描くこと、映像編集、ソフトテニス。 資格は普通自動車免許、空手二段、少林寺拳法少拳士弐段位。 

## 出演

### テレビアニメ
2016年
- パズドラクロス（受付職員、ドミニオン召喚士）
- 名探偵コナン（2016年 - 2024年、バンドマン、人力車の男、警官）
- うたの☆プリンスさまっ♪ マジLOVEレジェンドスター（審査員）

2017年
- キラキラ☆プリキュアアラモード（中野ひろき、養蜂家、スタッフ）
- 月がきれい（小笠原大地、陸上部員）
- デジモンユニバース アプリモンスターズ（コールモン）
- モンスターハンター ストーリーズ RIDE ON（ゲントラス副官）
- プリンセス・プリンシパル（教師）
- 戦姫絶唱シンフォギア シリーズ（2017年 - 2019年、隊員C、職員C） - 2シリーズ
- アイドルマスター SideM（店員男A）
- キノの旅 -the Beautiful World- the Animated Series（オペレータ、警官A）

2018年
- クラシカロイド（警察官D、警備員A）
- だがしかし2（コンビニ店員、先生、男A、アナウンス）
- citrus（TV司会者）
- ハクメイとミコチ（みーちゃん）
- 斉木楠雄のΨ難（男子生徒、男子生徒D）
- パズドラ（審判、レフリー）
- ソードアート・オンライン オルタナティブ ガンゲイル・オンライン（2018年 - 2024年、プレイヤー、T‐S） - 2シリーズ
- 多田くんは恋をしない（イベントスタッフ、生徒）
- 食戟のソーマ シリーズ（2018年 - 2020年、中華研D、男子生徒C） - 2シリーズ
- グランクレスト戦記（ミスラフ・シェークス）
- ガンダムビルドダイバーズ（諜報員）
- PERSONA5 the Animation（弔問客E）
- Back Street Girls -ゴクドルズ-（ファンB）
- Free!-Dive to the Future-（桐生勇魚、寒河江慎）
- Phantom in the Twilight（私兵B）
- ハイスコアガール（2018年 - 2019年、伊藤、ギャラリーC） - 2シリーズ
- 転生したらスライムだった件（ゴブリンA）
- ツルネ シリーズ（2018年 - 2023年、男子生徒、椛島、大会役員、学生、先生 他） - 2シリーズ
- 東京喰種トーキョーグール:re（御影三幸）
- となりの吸血鬼さん（男子生徒B）
- INGRESS THE ANIMATION（ヒューロン研究員、アズマティ族、ヒューロン特殊部隊）
- ゾンビランドサガ（スタッフ）

2019年
- とある魔術の禁書目録III（神父）
- 荒野のコトブキ飛行隊（議員、子分、観測員）
- 賢者の孫（ジークフリード＝マルケス）
- Fairy gone フェアリーゴーン（アーケイム構成員）
- フルーツバスケット（スーパーの店員、弔問客）
- ぼくたちは勉強ができない（実況）
- かつて神だった獣たちへ（北軍兵C）
- まちカドまぞく（誰かの声、戦隊風ナレーション、熱血ナレーション、声）
- 炎炎ノ消防隊（2019年 - 2020年、オペレーター、第5隊員、焔ビト、消防士、第2隊員） - 2シリーズ
- ありふれた職業で世界最強（2019年 - 2022年、玉井淳史） - 2シリーズ
- 星合の空（男子生徒、木村）
- ファンタシースターオンライン2 エピソード・オラクル（キャスター）
- 超人高校生たちは異世界でも余裕で生き抜くようです!（ヨハネ）
- あひるの空（2019年 - 2020年、中学生、大栄部員、守山）

2020年
- ダーウィンズゲーム（エイスメンバーD）
- アルゴナビス from BanG Dream!（椿大和）
- アラド:逆転の輪（ブワンガ、偽装者、レジスタンスA、バカルの部下）
- モンスター娘のお医者さん（声1）
- 恋とプロデューサー〜EVOL×LOVE〜（カップル男、戦闘員）
- ゴールデンカムイ（刺客たち）
- A3!（通行人）

2021年
- 無職転生 〜異世界行ったら本気だす〜（警察官）
- 2.43 清陰高校男子バレー部（他校選手）
- ひぐらしのなく頃に業（男）
- カードファイト!! ヴァンガード overDress（観客）
- Vivy -Fluorite Eye's Song-（男性スタッフ）
- 東京リベンジャーズ（愛美愛主C）
- 死神坊ちゃんと黒メイド（フィリップのお付きA）
- 小林さんちのメイドラゴンS（お兄さん、金髪の不良）
- アイドリッシュセブン Third BEAT!（番組プロデューサー）
- 名探偵コナン 警察学校編 Wild Police Story（2021年 - 2022年、男子生徒）

2022年
- パリピ孔明（TAKU）
- 新テニスの王子様 U-17 WORLD CUP（2022年 - 2024年、ティモテ・モロー、アナウンス） - 2シリーズ
- アキバ冥途戦争（赤井）

2023年
- 夢見る男子は現実主義者（男子生徒A）
- 川越ボーイズ・シング（2023年 - 2024年、茨戸静男〈オトメ〉）
- 忍ばない!クリプトニンジャ咲耶（ハヤテ）

2024年
- ようこそ実力至上主義の教室へ 3rd Season（森山進）
- ぽんのみち（土屋）
- ヴァンパイア男子寮（生徒A）
- アイドルマスター シャイニーカラーズ（スタッフ）
- ドラえもん（テレビ朝日版第2期）（魚屋さん、店員、荒い猫、外国人）
- 終末トレインどこへいく?（自警団員、男性）
- 魔王軍最強の魔術師は人間だった（ゴブリン兵）
- BEYBLADE X（記者）
- 先輩はおとこのこ（男）
- 魔導具師ダリヤはうつむかない（隊員B）
- ラーメン赤猫（解説）
- はなかっぱ（力士A）

2025年
- 想星のアクエリオン Myth of Emotions（宇宙たまごの会、生徒、仮面）
- 地縛少年花子くん2（生徒A、お面の神宮A、写真部員C） - 2シリーズ
- ある魔女が死ぬまで（青年）
- CITY THE ANIMATION（本官、権現山岩男、天城宗光、茶臼、帯那林道 他）
- おそ松さん（実況）

### 劇場アニメ
- 巨蟲列島（2020年、アキラ）
- STAND BY ME ドラえもん 2（2020年）
- 名探偵コナン ハロウィンの花嫁（2022年、バイト）
- おそ松さん〜ヒピポ族と輝く果実〜（2022年、勇者ヒピポ）
- 劇場版ツルネ -はじまりの一射-（2022年、椛島梅太郎）

### OVA
- 新テニスの王子様 氷帝vs立海 Game of Future 前篇（2021年、部員）
- ストライク・ザ・ブラッド IV（2021年、男性）

### Webアニメ
- 父親の育児応援DVD 赤ちゃんが来る!!（2016年、練馬ねんじ）
- モンストアニメ（2017年、男たち）
- 斉木楠雄のΨ難 Ψ始動編（2019年、男子生徒B）
- 攻殻機動隊 SAC_2045（2020年、警官A、SP、顔無し）
- ガンダムビルドダイバーズRe:RISE（2020年、ビルダーの少年、通信音声）
- ULTRAMAN（2022年、通行人B、警官A、敵B、オペレーターA）
- イロナス（2022年）[9]

### ゲーム
- ブレイブリーアーカイブ ディーズレポート（2015年、バーク・アストロ、ヴェスト・ハリア）
- 陰陽おとぎソール（2016年、ふらんしすこ）
- 誰ガ為のアルケミスト（2016年）
- 遙かなる時空の中で6 幻燈ロンド（2016年）
- 五芒星戦記（2017年、金翅大鵬、水徳星君、鎮元大仙）
- ピオフィオーレの晩鐘（2018年）
- 龍が如く7 光と闇の行方（2020年）
- モンスターストライク（2020年、アガルタ）
- アルゴナビス from BanG Dream! AAside（2021年、椿大和）
- 夢職人と忘れじの黒い妖精（2022年、エファセ[10]）
- 信長の野望 出陣（2023年 - 、石川数正、立花宗茂[11]、北条氏邦）
- 龍が如く8（2024年、チャーリー[12]）
- アルゴナビス -キミが見たステージへ-（2024年、椿大和[13]）
- 機動戦士ガンダム U.C. ENGAGE（2025年、オルボ・マルシェフ[14]）
- 龍が如く8外伝 Pirates in Hawaii（2025年）

### ドラマCD
- テイルズ オブ ゼスティリア

### 吹き替え
- ウエスト・サイド・ストーリー（2022年、ビッグ・ディール〈ジョン・マイケル・フィウマーラ〉[15]）

### デジタルコミック
- ENSOKU　まだ、生きてる…（2015年）
- 伯爵令嬢は犬猿の仲のエリート騎士と強制的につがいにさせられる（2024年、ナレーション[16]、男子生徒B[17]）

### ナレーション
- インスタレア旅
- 会社は学校じゃねぇんだよ（番宣スポットナレーション）
- 格闘代理戦争（番宣スポットナレーション）
- JFN学生ラジオCMコンテスト2015
- 新倫理バラエティー! 太田光の正義か悪か!?（スポットナレーション）
- タカラヅカ・スカイ・ステージ ミュージカル「アナスタシア」の世界〜日本初演・宝塚歌劇上演記念スペシャル〜
- DDT LIVE! マジ卍（冒頭アオリナレーション）
- 平成ムサコ筍伝
- ものまねグランプリ（ネタ振りナレーション）

### ボイスオーバー
- 学生才能発掘バラエティ 学生HEROES!
- この差って何ですか?
- 真相報道 バンキシャ!
- 新倫理バラエティー! 太田光の正義か悪か!?
- SmaSTATION!!
- 世界の愛すべきバカネモチ!
- 世界ふれあい街歩き
- 世界文明ミステリー
- 地球の走り方 世界ラリー応援宣言
- 追跡LIVE! Sports ウォッチャー
- なるほど!ザ・ワールド2016夏
- 報道ステーション
- 炎の体育会TV
- モシモノふたり〜タレントが“おためし同居生活”してみました〜
- 夢のラグジュアリートラベル Season2
- ライフハック 〜人生の裏ワザ
- ワールドビジネスサテライト

### ラジオドラマ
- SCHOOL OF LOCK! Friday!! 君恋物語〜届け〜お笑い大好き人間

### 映画
- BLOOD-CLUB DOLLS2（2020年）

### 映像作品
- 外国人等治療支援等映像制作
- 外務省
- 佐川急便
- 星槎大学 インクルーシブ教育ビデオ
- 東京国際ブックフェア
- りそな銀行

### 朗読劇
- 朗読集団なまけあゆ 第一回公演　homes〜いろんなおうちの物語〜

### シリーズ一覧
1. ↑  第4期『AXZ』（2017年）、第5期『XV』（2019年）
2. ↑  第1期（2018年）、第2期『II』（2024年）
3. ↑  第3期後半『餐ノ皿 遠月列車篇』（2018年）、第5期『豪ノ皿』（2020年）
4. ↑  第1期（2018年）、第2期『II』（2019年）
5. ↑  第1期『-風舞高校弓道部-』（2018年 - 2019年）、第2期『-つながりの一射-』（2023年）
6. ↑  第1期（2019年）、第2期『弐ノ章』（2020年）
7. ↑  1st season（2019年）、2nd season（2022年）
8. ↑  『新テニスの王子様 U-17 WORLD CUP』（2022年）、続編『新テニスの王子様 U-17 WORLD CUP SEMIFINAL』（2024年）
9. ↑  第1クール（2025年）、第2クール（2025年）

### 初出話一覧
1. 1 2  第1話初出
2. 1 2 3  第12話初出
3. 1 2 3 4 5  第4話初出
4. ↑  第5話初出
5. ↑  第727話初出
6. ↑  第728話初出
7. ↑  第744話初出
8. ↑  第756話初出
9. ↑  第11話初出
10. 1 2 3  第3話初出
11. ↑  第41話初出
12. ↑  第6話初出
13. 1 2  第8話初出
14. ↑  第9話初出
15. ↑  第17話初出
16. ↑  第19話初出
17. 1 2  第2話初出